# 謝啟光
謝啓光（1577年—1658年），字孟白，號荣萝，山東章丘人，明末清初政治人物。

## 生平
明萬曆三十一年举人，三十五年（1607年）进士，初授卫辉府推官，四十一年升兵部主事，四十三年调吏部主事，历升吏部驗封司郎中。天啟二年，升任南京大理寺右寺丞、南京大理寺寺正。天啟五年，升任都察院左佥都御史、南京兵部侍郎。崇禎元年，升任刑部左侍郎、大理寺右寺丞，官至南京兵部左侍郎。明亡後降清。順治元年（1644年），授總督倉場戶部左侍郎。順治五年，升戶部尚書，加太子太保，順治八年，改工部尚書。

## 家族
曾祖謝九章。祖父謝庭宣。父謝孔仕。母张氏。具庆下。弟觐光、葆光、含光。